# شانيل
شانيل إس أيه (بالإنجليزية: Chanel S.A)‏ أو «شانيل» هي شركة فرنسية لتصميم الأزياء الراقية وتصنيع الملابس الجاهزة والإكسسوارات ومستحضرات التجميل والعطور. تعود ملكية الشركة الآن إلى الشقيقين «ألاين ويرثيمير وجيرارد ويرثيمير»، حفيديّ «بيير ويرثيمير»، الذي كان شريكا تجاريا في الأوائل لـكوكو شانيل. في شبابها، اكتسبت غابرييل شانيل لقب «كوكو» من وقتها كمغنية. كمصممة أزياء، قامت كوكو شانيل بتلبية ذوق النساء للأناقة في اللباس، مع البلوزات والبدلات والسراويل والفساتين والمجوهرات (الأحجار الكريمة والمصوغات) ذات التصميم البسيط، والتي حلت محل الملابس الفخمة والإكسسوارات ذات التصميم المفرط من أزياء القرن التاسع عشر. تم تجسيد ماركات منتجات شانيل من قبل عارضين أزياء من الذكور والإناث، محبوبين لدى الجماهير وممثلات، بما في ذلك إيناس دي لا فريسانج، كاترين دينوف، كارول بوكيه، فانيسا بارادي، نيكول كيدمان، جاكلين كينيدي، آنا موغلاليس، أودري تاتو، كيرا نايتلي، كريستين ستيوارت، فاريل ويليامز، جيني كيم، كارا ديليفين، ومارلين مونرو.
تشتهر شانيل بعطر شانيل رقم 5 وبدلة شانيل. أدى استخدام شانيل لنسيج الجيرسيه إلى ملابس مريحة وبأسعار معقولة. أحدثت شانيل ثورة في الموضة - الأزياء الراقية (هوت كوتور) والأزياء اليومية (الملابس الجاهزة prêt-à-porter) - من خلال استبدال الصور الظلية المهيكلة. القائمة على الصدرية، بملابس وظيفية وفي نفس الوقت تظهر جمال شكل المرأة وبنيتها.
في العشرينيات من القرن الماضي، جعلت تصاميم أزياء شانيل ذات الخطوط البسيطة من الأزياء الشعبية موضة «مسطحة الصدر» التي كانت مضادة لأزياء جسد شكل الساعة الرملية الذي حققته أزياء أواخر القرن التاسع عشر - إبوك فرنسا الجميل (1890-1914). والعصر الإدواردي البريطاني (1901-1919). استخدمت شانيل الألوان المرتبطة تقليديًا بالذكورة في أوروبا، مثل الرمادي والأزرق الداكن، للإشارة إلى جرأة الشخصية الأنثوية. تتميز ملابس دار شانيل بنسيج مبطن وزركشة جلدية؛ يعزز البناء المبطن النسيج والتصميم واللمسات النهائية، مما ينتج عنه ثوب يحافظ على شكله ووظيفته أثناء ارتدائه. مثال على تقنيات الأزياء الراقية هذه هي بدلة شانيل الصوفية - تنورة بطول الركبة وسترة على طراز كارديجان، مشذبة ومزينة بتطريز أسود وأزرار ذهبية اللون. كانت الملحقات التكميلية عبارة عن أحذية ذات لونين ومجوهرات، وعادة ما تكون قلادة من اللؤلؤ وحقيبة يد جلدية.

## التاريخ

### عهد كوكو شانيل
التأسيس والاعتراف - 1909-1920

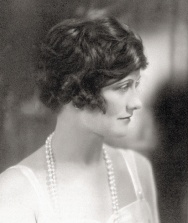
غابرييل "كوكو" شانيل

كانت غابرييل "كوكو" شانيل رائدة في التصاميم الجديدة، حيث أحدثت ثورة في صناعة الأزياء عن طريق «العودة إلى الأساسيات»، واتصفت تصاميمها بالأناقة والرقيّ والأصالة. [بحاجة لمصدر] في عهدها 1909-1971، لقبت كوكو شانيل ب'القائدة المصممة' حتى وفاتها في 10 يناير 1971.
نشأت دار شانيل في عام 1909، عندما افتتحت غابرييل شانيل متجرًا للقبعات في 160 بوليفارد ماليشيربس، الطابق الأرضي للشقة الباريسية لرجل الأعمال من الطبقة الراقية، والذي يعمل في مجال المنسوجات، «إتيان بلسان».

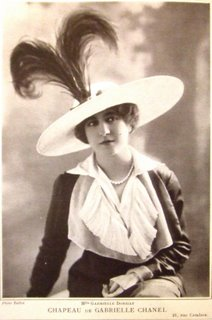
الممثلة غابرييل دورزات ترتدي قبعة شانيل المُزينة بالريش (1912)

نظرًا لأن شقة بلسان كانت أيضًا صالونًا للصيد والنخبة الرياضية الفرنسية، فقد أتيحت الفرصة لشانيل لمقابلة نساء الموضة، اللواتي عرض عليهن الرجال الأغنياء ثروتهم من ملابس مزخرفة، مجوهرات وقبعات. شرعت غابرييل شانيل تخيط القبعات في الطابق الأرضي من بناية لبلسان في باريس لتبدأ ما أصبح في وقت لاحق واحدة من أكبر شركات الأزياء في العالم. وهكذا تمكنت كوكو شانيل أن تبيع لهن القبعات التي صممتها وصنعتها. وبذلك كسبت لقمة العيش بشكل مستقل عن بلسان. خلال هذا الوقت أقامت كوكو شانيل علاقة مع «آرثر 'بوي' كابل»، وهو عضو في جماعة رجال بالسان. بعد أن أدرك «بوي كابيل» أن كوكو شانيل خلقت لتكون سيدة أعمال. في عام 1910 قام بتمويل أول متجر قبعات مستقل لها، أنماط شانيل (شانيل مودز)، في 21 شارع كامبون في باريس. نظرًا لأن هذا المكان كان يضم بالفعل متجرًا للأزياء، فقد اشترط عقد الإيجار التجاري من شانيل أن تبيع منتجات القبعات فقط، وليس الأزياء الراقية. بعد ذلك بعامين، في عام 1913، عرضت متاجر الأزياء الراقية دوفيل وبياريتز للبيع ملابس جاهزة رياضية (prêt-à-porter) للنساء من تصميم كوكو شانيل، سمحت تصاميمها العملية لمن يرتديها بممارسة الرياضة. حيث كرهت موضات النساء من زوار هذه المنتجعات. ومالت تصاميم شانيل إلى أن تكون بسيطة بدلًا من التعقيد
الحرب العالمية الأولى
أثرت الحرب العالمية الأولى (1914-1918) على الأزياء، حيث عملت النساء في المصانع واحتجن لملابس تساعدهنّ على تحمل ظروف العمل. خلال الحرب العالمية الأولى فتحت كوكو متجراً آخر في شارع كامبون أمام فندق ريتز باريس. حيث باعت بليزرات كتانية وتنانير مستقيمة، وقدمت فكرة ياقات البحارة، والسترات الصوفية الطويلة، وكانت تصاميمها بسيطة وعملية. استخدمت كوكو شانيل قماش جيرسي بسبب خصائصه الفيزيائية كملابس، يشبه الستارة -في كيفية ارتخائه على جسد المرأة وسقوطه من عليه- ومدى تكيفه مع تصميم الملابس البسيطة. من ناحية أخرى، بعض تصاميم شانيل مستمدة من الزي العسكري الذي انتشر بسبب الحرب؛ وبحلول عام 1915، كانت التصاميم والملابس التي تنتجها دار شانيل معروفة في جميع أنحاء فرنسا.

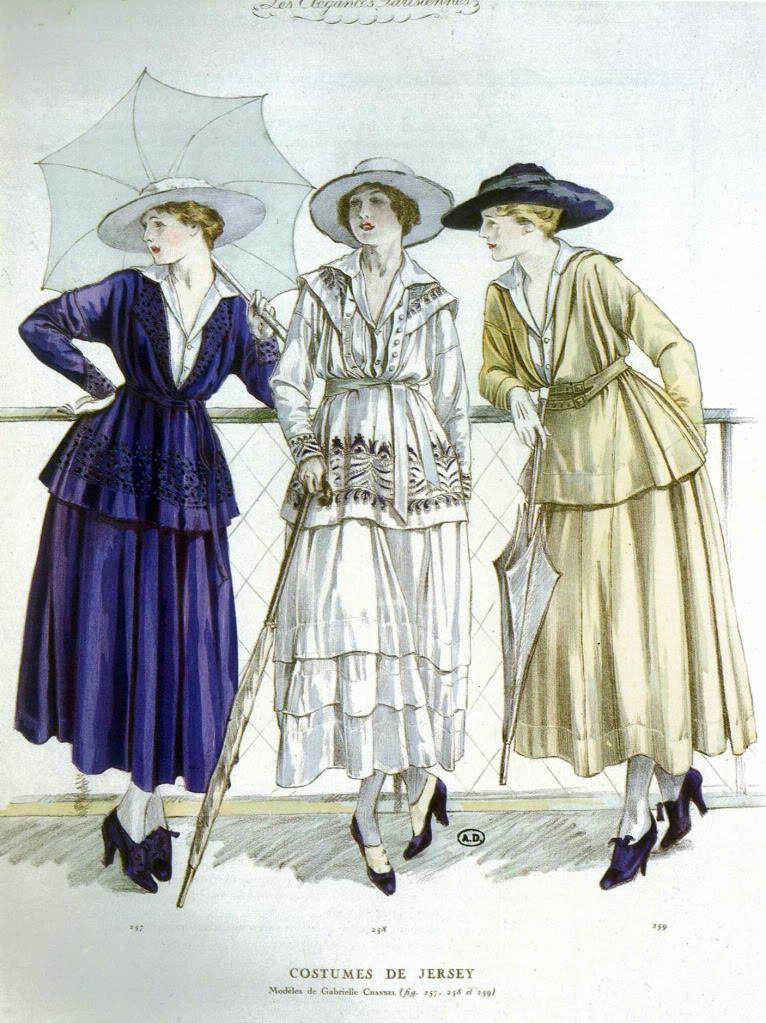
ملابس غير رسمية من شانيل، مصنوعة من الجيرسي 1917

في عام 1915 وعام 1917، ذكرت مجلة هاربر بازار أن ملابس دار شانيل كانت «على قائمة كل مشترٍ» لمصانع الملابس في أوروبا. قدم متجر شانيل للأزياء في 31 شارع كامبون مجموعات من الملابس والمعاطف اليومية ذات التصميم البسيط، وفساتين السهرة السوداء المزينة بالدانتيل؛ وفساتين من قماش التول مزينة بـليجينت، مادة صغيرة من الأحجار الكريمة.
بعد الحرب العالمية الأولى، قامت دار شانيل (لا ميزون شانيل)، باتباع اتجاهات الموضة في العشرينيات من القرن الماضي، بإنتاج فساتين مطرزة، اشتهرت بشكل خاص من قِبل «المتحررات». بحلول عام 1920، كانت شانيل قد صممت وقدمت بذلة نسائية من الملابس - تتألف إما من قطعتين أو ثلاثة من الملابس - مما سمح للمرأة بمظهر أنثوي عصري، مع كونها مريحة وعملية للمحافظة عليها؛ أطلق على الزي الرسمي الجديد «فترة ما بعد الظهر والمساء»، وأصبح يعرف باسم بدلة شانيل.
عطور شانيل في أواخر العشرينات
في عام 1921، لتكملة بدلة الملابس، كلفت كوكو شانيل صانع العطور «إرنست بو» بابتكار عطر لا ميزون شانيل. تضمنت عطوره العطر رقم 5، الذي سمي على اسم العينة التي أحبتها شانيل أكثر من غيرها. في الأصل، كانت زجاجة No.5 de Chanel هدية لعملاء شانيل. دفعت شعبية العطر، لا ميزون شانيل، إلى طرحه للبيع بالتجزئة في عام 1922
فيما يخص اسم العطر «شانيل رقم 5»، فقد كان نتيجة لاعتقاداتها بعد أن تبين لها أنه سيباع في اليوم الخامس من الشهر الخامس في عام 1923.
في عام 1923، لشرح نجاح ملابسها، أخبرت كوكو شانيل مجلة هاربر بازار أن «البساطة هي الكلمة الرئيسية لكل الأناقة الحقيقية».
شركاء الأعمال - أواخر عشرينيات القرن الماضي
شجع نجاح عطر شانيل رقم 5 على توسيع مبيعات العطور خارج فرنسا وأوروبا وتصنيع عطور أخرى - والتي تطلبت من أجلها رأس مال استثماري وفطنة تجارية والوصول إلى سوق أمريكا الشمالية. تحقيقا لهذه الغاية، قدم رجل الأعمال تيوفيل بدر (مؤسس غاليري لافاييت)، الرأسمالي الاستثماري «بيير ويرثيمير» إلى كوكو شانيل. أسست صفقتهم التجارية شركة «عطور شانيل»، وهو محل عطور يمتلك فيه ويرثيمير 70 في المائة، ويمتلك بدر 20 في المائة، وتمتلك شانيل 10 في المائة؛ تم تأكيد النجاح التجاري للمؤسسة المشتركة من خلال اسم شانيل، ومن خلال شعار «دار شانيل (لا ميزون شانيل)»، الذي ظل المجال التجاري الوحيد لشركة كوكو شانيل.
ومع ذلك، على الرغم من نجاح تصميم الأزياء الراقية والعطور من شانيل، تدهورت العلاقات الشخصية بين كوكو وشريكها الرأسمالي، لأن بيير ويرثيمير كان يستغل مواهبها كمصممة أزياء وكسيدة أعمال. ذكّر ويرثيمير شانيل بأنه جعلها امرأة غنية جدًا. وأن رأسماله الاستثماري قد موّل التوسع الإنتاجي لشركة شانيل في صناعة العطور التي أوجدت الثروة التي تمتعوا بها، وكل ذلك من نجاح شانيل رقم 5.
ومع ذلك، استأجرت سيدة الأعمال غابرييل شانيل المحامي «رينيه دي شامبرون»، وهي غير راضية، لإعادة التفاوض بشأن الشراكة بنسبة 10 في المائة التي أبرمتها عام 1924 مع شركة «عطور شانيل»؛ لكن فشلت المفاوضات بين المحامين، وظلت النسب المئوية للشراكة كما هي محددة في الصفقة التجارية الأصلية بين ويرثيمير، بدر، وشانيل.
الأناقة والحرب - ثلاثينيات وأربعينيات القرن العشرين
من أزياء العشرينيات من القرن الماضي، تقدمت كوكو شانيل إلى الأزياء النسائية في ثلاثينيات القرن العشرين: تميزت تصاميم فساتين السهرة بأسلوب أنثوي طويل، وفساتين الصيف تتميز بالتباينات مثل الثقوب الفضية، وأحزمة الكتف المزينة بأحجار الراين - الرسم من ستايلات الموضة في عصر النهضة. في عام 1932، قدمت شانيل معرضًا للمجوهرات مخصصًا للماس كإكسسوار موضة؛ وقد ظهرت القلادات على شكل مذنب ونافورة من الماس، والتي كانت ذات تصميم أصلي، أعادت شانيل تقديمها في عام 1993. علاوة على ذلك، بحلول عام 1937، وسعت دار شانيل نطاق ملابسها لتشمل المزيد من النساء وقدمت مجموعة ملابس جاهزة مصممة ومقصورة للمرأة الصغيرة. بين مصممي الأزياء، فقط الملابس التي ابتكرتها «إلسا سكياباريلي» هي التي يمكنها منافسة ملابس شانيل.

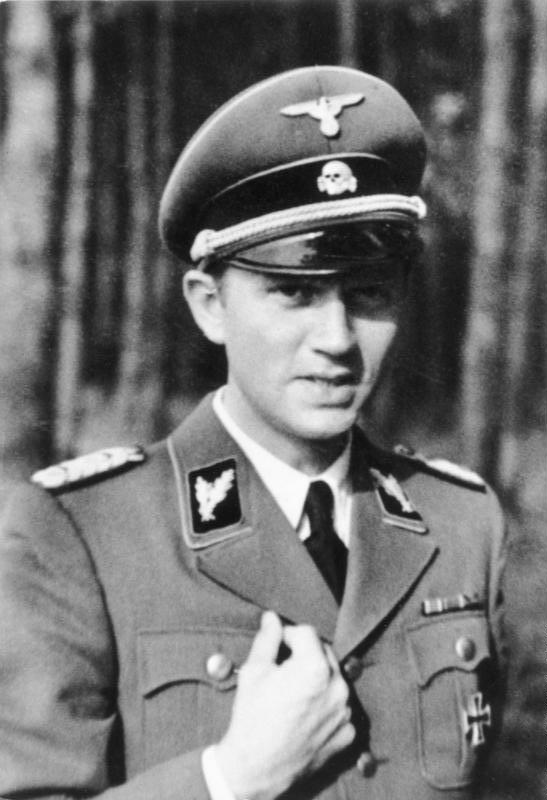
رئيس جاسوس شانيل:الجنرال والتر شلينبرج - رئيس الشرطة الأمنية الألمانية

خلال الحرب العالمية الثانية (1939-45)، أغلقت كوكو شانيل متجرًا في دار شانيل - تاركة المجوهرات والعطور فقط للبيع - وانتقلت إلى فندق الريتز في باريس، حيث عاشت مع صديقها «هانز غونتر فون دينكلاج،» وهو ضابظ مخابرات نازي. في عام 1940، أنشأ النازيون مقرًا للاحتلال الباريسي في فندق موريس، في شارع دي لا ريفولي، مقابل متحف اللوفر، وقريبًا من دار شانيل العصرية، في 31 شارع كامبون.
في هذه الأثناء، بسبب معاداة السامية الرسمية للاحتلال النازي، فر بيير ويرثيمير وعائلته من فرنسا إلى الولايات المتحدة في منتصف عام 1940. في وقت لاحق، في عام 1941، حاولت كوكو شانيل تولي السيطرة التجارية على «عطور شانيل» ولكن تم إحباطها من قبل وفد إداري رفض تصرفها الوحيد في صناعة العطور. بعد أن وقعت سياسة الاحتلال النازي المتمثلة في الاستيلاء على الأعمال التجارية والأصول اليهودية في فرنسا ومصادرتها لألمانيا، كان بيير ويرثيمير، الشريك الأكبر، قد قام في وقت سابق، في مايو 1940، بتعيين "فيليكس أميوت"، الصناعي الفرنسي المسيحي، على أنه "الوكيل الذي أثبتت سيطرته القانونية على أعمال «عطور شانيل» أنها مقبولة سياسيًا للنازيين، الذين سمحوا بعد ذلك لشركة العطور بالاستمرار في العمل.
انتشرت الشائعات في فرنسا المحتلة بأن كوكو شانيل كانت متعاونة مع النازيين. كانت هويتها السرية العميل السري رقم 7124 الأبوهر، الملقبة بـ «وستمنستر». على هذا النحو، بأمر من الجنرال والتر شلينبرغ، من الشرطة الأمنية الألمانية، تم إرسال شانيل إلى لندن في مهمة لإبلاغ رئيس الوزراء البريطاني ونستون تشرشل بتفاصيل خطة «السلام المنفصل» التي اقترحها زعيم الرايخ إس إس هاينريش هيملير، الذي سعى إلى تجنب الاستسلام للجيش الأحمر لروسيا السوفيتية.
في نهاية الحرب، عند تحرير الحلفاء لفرنسا، تم القبض على شانيل لتعاونها مع النازيين. في سبتمبر 1944، استدعت لجنة التطهير الفرنسية الحرة، شانيل لاستجوابها حول تعاونها، ومع ذلك، دون أدلة وثائقية أو شهود على تعاونها مع النازيين، وبسبب تدخل تشرشل السري نيابة عنها، أعلنت الإدارة أنه تم الإفراج عن كوكو شانيل وتبرأت من تهمة خائن لفرنسا. على الرغم من تحريرها بفضل المكانة السياسية لتشرشل، إلا أن قوة الشائعات حول تعاون شانيل مع النازية جعلت من غير الممكن لها البقاء في فرنسا؛ لذلك ذهبت كوكو شانيل والألماني هانز غونتر فون دينكلاج إلى سويسرا لمدة ثماني سنوات.
في فترة ما بعد الحرب، خلال منفى كوكو شانيل السويسري من فرنسا، عاد بيير ويرثيمير إلى باريس واستعاد السيطرة الإدارية الرسمية على ممتلكات عائلته التجارية - بما في ذلك السيطرة على «عطور شانيل»، محل صنع العطور الذي أنشئ برأس ماله الاستثماري، ونجح بسبب اسم شانيل.
في سويسرا، نشرت الأخبار استياء كوكو شانيل من استغلالها من قبل شريكها في العمل، مقابل 10 في المائة فقط من الأموال. لذا أسست محل عطور سويسري منافس لـ «عطور شانيل» لإنتاج وبيع عطورها. بدوره، رأى ويرثيمير، صاحب غالبية رأس المال في «عطور شانيل»، مصالحه التجارية مهددة، وانتهاك حقوقه التجارية لأنه لم يكن يمتلك حقوقًا حصرية قانونيًا لاسم شانيل. ومع ذلك، تجنب ويرثيمير دعوى قضائية تتعلق بانتهاك العلامة التجارية ضد كوكو شانيل، خشية أن تضر بالسمعة التجارية والمصداقية الفنية لمتجر عطور ماركة شانيل.
بحكمة، قام بيير ويرثيمير بتسوية نزاعه التجاري والحقوق التجارية مع شانيل، وفي مايو 1947، أعادوا التفاوض بشأن عقد عام 1924 الذي أنشأ شركة «عطور شانيل»- حيث تم دفع 400 ألف دولار نقدًا (أرباح زمن الحرب من مبيعات العطر «شانيل رقم 5». دي شانيل)؛ خصصت 2.0 في المائة من ملكية التشغيل من مبيعات العطر شانيل رقم 5؛ منحها حقوقًا تجارية محدودة لبيع «عطور شانيل» في سويسرا؛ ومنحها راتبًا شهريًا دائمًا يدفع لها جميع نفقاتها. في المقابل، أغلقت غابرييل شانيل شركة العطور السويسرية الخاصة بها، وباعت لشركة «عطور شانيل» الحقوق الكاملة لاسم «كوكو شانيل».
عودة ظهورشانيل - الخمسينيات والسبعينيات

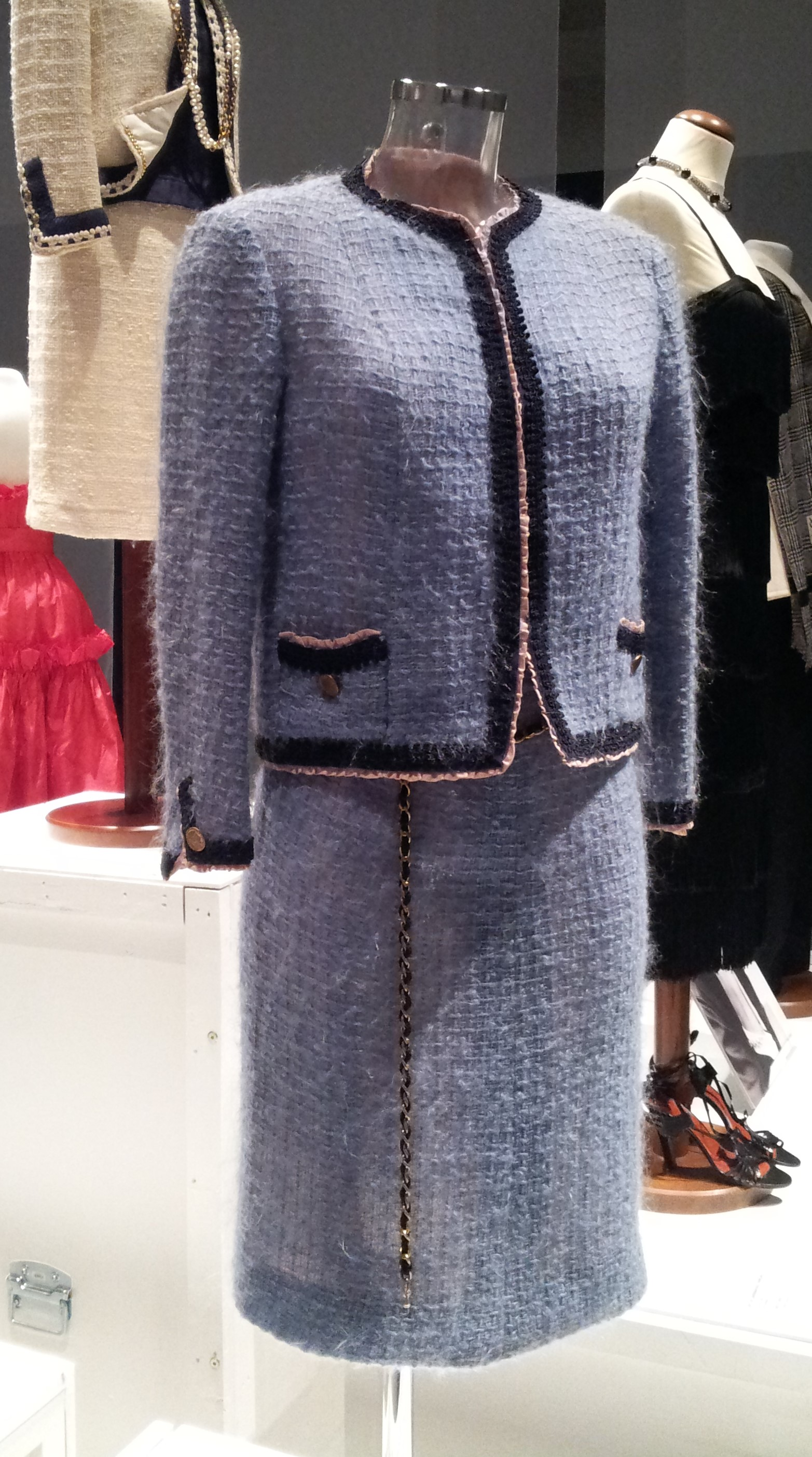
بدلة كلاسيكية من شانيل، 1965

في عام 1953، عند عودتها إلى فرنسا من سويسرا، وجدت كوكو شانيل تجارة الأزياء مغرمة بـ «نيو لوك (1947)» لكريستيان ديور؛ تميز التصميم بتنورة واسعة، يصل طولها إلى أسفل منتصف الساق، وخصر ضيق، وصدر كبير (غائب من الناحية الأسلوبية منذ عام 1912). كأزياء ما بعد الحرب التي استخدمت حوالي 20 ياردة من القماش، تخلت دار ديور كوتور عن تقنين الملابس في زمن الحرب.
في عام 1947 - بعد ست سنوات من التقشف في الحرب العالمية الثانية (1939-1945) - رحب قطاع الموضة في أوروبا الغربية بمظهر New Look لأن مبيعات الملابس الجميلة من شأنها تنشيط الأعمال والاقتصاد.
إن استعادة الصدارة التجارية لدار شانيل، في مجالات الأزياء مثل تصميم الأزياء الراقية، والحمالة، والمجوهرات، وصناعة العطور، سيكون مكلفًا؛ لذلك اتصلت شانيل ببيير ويرثيمير للحصول على المشورة التجارية ورأس المال. بعد أن قرر التعامل مع كوكو شانيل، استطاعت مفاوضات ويرثيمير إيجاد عودة لـ دار شانيل ومنحه حقوقًا تجارية لجميع منتجات علامة شانيل التجارية.
في عام 1953، تعاونت شانيل مع صانع المجوهرات «روبرت جوسينز». كان عليه أن يصمم مجوهرات (مجوهرات وأحجار كريمة) لتكمل أزياء دار شانيل؛ على وجه الخصوص، عقود طويلة من اللؤلؤ الأسود واللؤلؤ الأبيض، والتي خففت التباين العالي من التصميم الشديد لبدلة شانيل الصوفية المحبوكة (تنورة وسترة كارديجان).
قدمت دار شانيل أيضًا حقائب يد جلدية إما بسلاسل ذهبية اللون أو سلاسل معدنية وجلدية، مما يسمح بحمل حقيبة اليد من الكتف أو في اليد. تم تقديم حقيبة اليد المصنوعة من الجلد المبطن للجمهور في فبراير 1955. وداخل الدار، أصبحت النسخة الرقمية لتاريخ الإطلاق "2.55" لهذا الخط من حقائب اليد هو «اللقب» الداخلي لهذا الطراز من حقيبة اليد المصنوعة من الجلد المبطن.
طوال الخمسينيات من القرن الماضي، استمر الإحساس بالأناقة لدى شانيل دون رادع ؛ كان مشروع الشركة الأولي في صناعة العطور الرجالية، Pour Monsieur هو ماء تواليت ناجح للرجال. حصلت شانيل ومجموعتها الربيعية على جائزة أوسكار الموضة في حفل توزيع جوائز الموضة لعام 1957 في دالاس. اشترى بيير ويرثيمير حصة بدر البالغة 20 في المائة في «بارفومز شانيل»، مما زاد نسبة ويرثيمير إلى 90 في المائة.
في وقت لاحق، في عام 1965، تولى ابن بيير، جاك ويرثيمير، إدارة والده لتصميم العطور. حول العلاقة التجارية السابقة، بين بيير ويرثيمير وكوكو شانيل، قال محامي شانيل، تشامبرون إنها كانت «علاقة مبنية على شغف رجل أعمال، على الرغم من مشاعر الاستغلال التي شعرت بها في غير محلها، من الفخر والإثارة [بعد فوز أحد خيوله في دربي الإنجليزية عام 1956]. هرع إلى كوكو متوقعًا التهاني والثناء. لكنها رفضت تقبيله. لقد استاءت منه، كما ترى، طوال حياتها».
توفيت كوكو شانيل في 10 يناير 1971، عن عمر يناهز 87 عامًا. كانت لا تزال تصمم حتى وفاتها. على سبيل المثال، في الفترة (1966-1969)، صممت زي مضيفة طيران لـخطوط أولمبيك الجوية، وكان المصمم الذي تبعها هو بيير كاردان. في ذلك الوقت، كانت شركة خطوط أولمبيك الجوية شركة طيران فاخرة يملكها قطب النقل أرسطو أوناسيس. بعد وفاتها، تم تسليم قيادة الشركة إلى إيفون دودل وجان كازاوبون وفيليب جيبورجي. حتى الآن، لا تزال الحقائب التي صممتها شانيل تحظى بشعبية كبيرة في سوق السلع القديمة.
بعد فترة من الزمن، اشترى جاك ويرثيمير الحصة المسيطرة في دار شانيل. صرح النقاد أنه خلال قيادته، لم يعر اهتمامًا كبيرًا للشركة، حيث كان أكثر اهتمامًا بتربية الخيول. في عام 1974، أطلقت دار شانيل Cristalle Eau de toilette، والذي تم تصميمه عندما كانت كوكو شانيل على قيد الحياة. شهد عام 1978 إطلاق أول مجال غير مصمم خصيصًا للأزياء الجاهزة والأكسسوارات الجاهزة وتوزيع الملحقات في جميع أنحاء العالم.
تولى آلاين ويرثيمير، ابن جاك ويرثيمير، السيطرة على شانيل إس إيه في عام 1974. وفي الولايات المتحدة، لم يكن بيع دي شانيل رقم 5 جيدًا. قام آلاين بتجديد مبيعات «شانيل رقم 5» من خلال تقليل عدد المنافذ التي تحمل العطر من 18000 إلى 12000. قام بإزالة العطر من رفوف الصيدليات واستثمر ملايين الدولارات في الإعلان عن مستحضرات التجميل من شانيل. كفل ذلك إحساسًا أكبر بالندرة والحصرية للرقم 5، وعادت المبيعات بقوة مع زيادة الطلب على العطر. استخدم المشاهير لتأييد العطر - من مارلين مونرو إلى أودري تاتو. بحثًا عن مصمم يمكنه رفع العلامة إلى آفاق جديدة، أقنع كارل لاغرفيلد بإنهاء عقده مع دار الأزياء كلوي.

### حقبة ما بعد كوكو

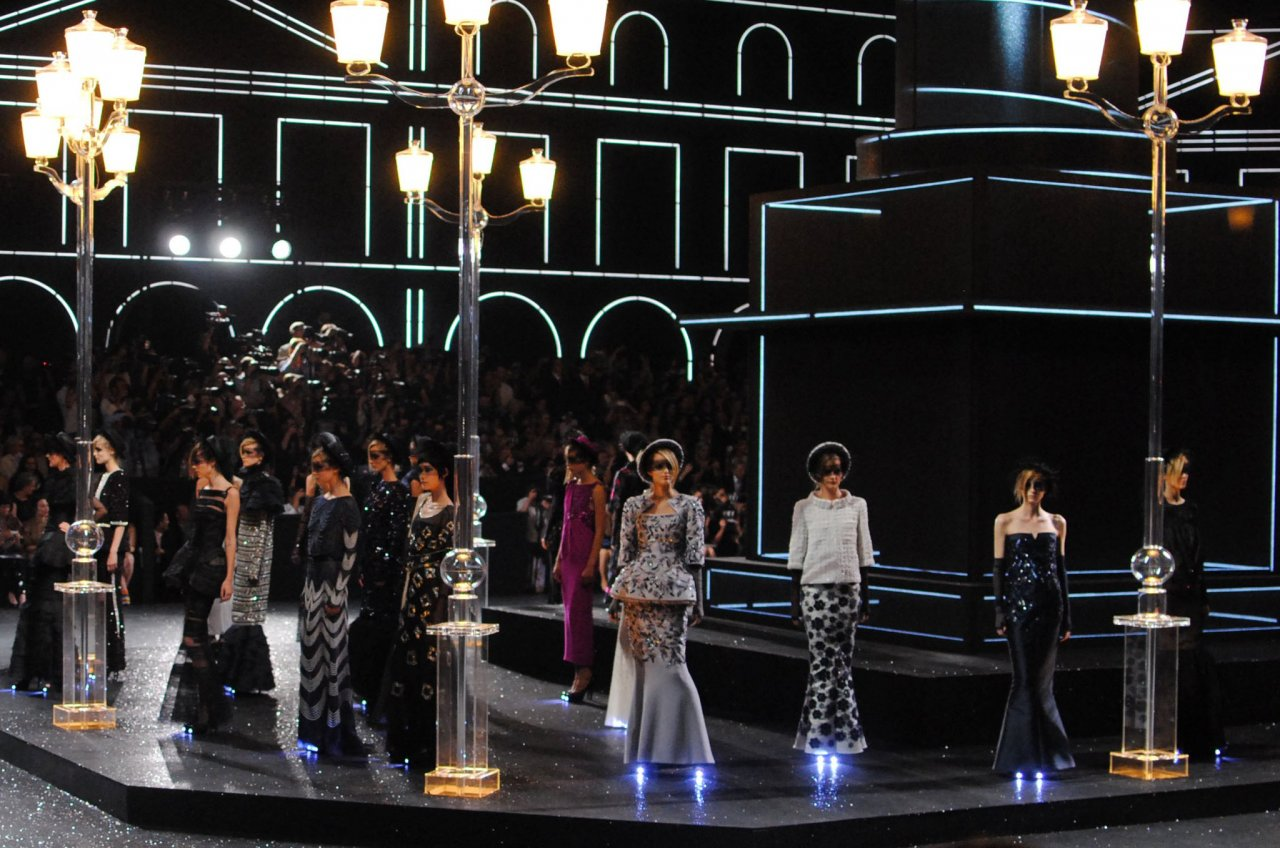
أزياء شانيل كوتور من لاغرفيلد: مجموعة خريف وشتاء 2011-2012

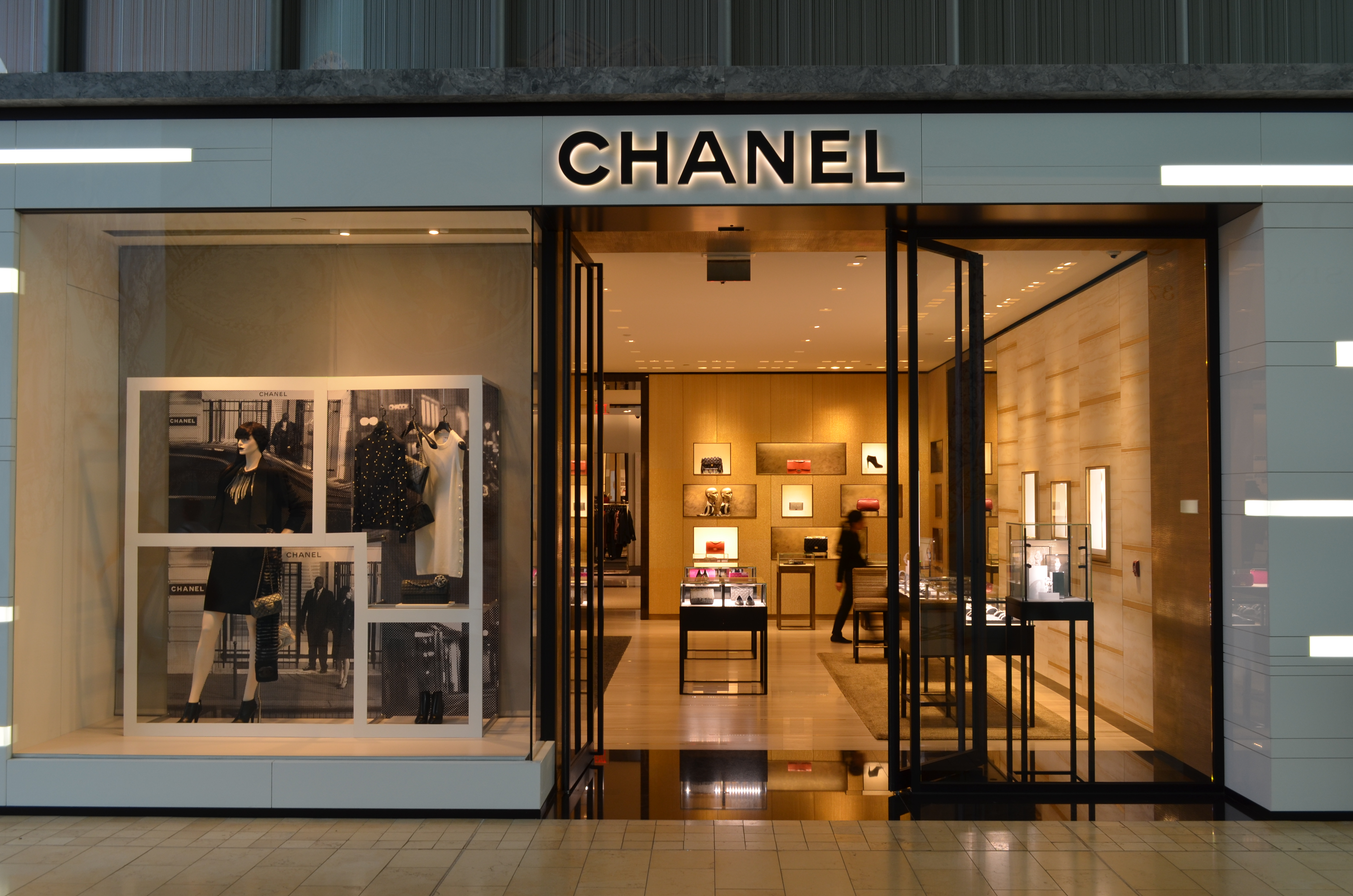
أحد متاجر شانيل في أمريكا الشمالية

في عام 1981، أطلقت شانيل، «أنتيوس» ماء تواليت للرجال. في عام 1983 تولى كارل لاغرفيلد منصب كبير المصممين في شانيل. مثل شانيل، نظر إلى الماضي كمصدر إلهام لتصميماته. قام بدمج أقمشة شانيل والتفاصيل مثل التويد واللمسات الذهبية والسلاسل. احتفظ لاغرفيلد بما كان يميز شانيل ولكنه ساعد أيضًا في إستمرار العلامة التجارية إلى اليوم. في مجموعات لاحقة، اختار لاغرفيلد الابتعاد عن المظهر المهذب لشانيل وبدأ في تجربة الأقمشة والأنماط. خلال الثمانينيات، تم افتتاح أكثر من 40 متجرًا لشانيل في جميع أنحاء العالم. بحلول نهاية الثمانينيات، باعت المحلات سلعًا تتراوح من 200 دولارًا أمريكيًا للعطور، و225 دولارًا أمريكيًا للنعال الباليرينا، و11000 دولار أمريكي للفساتين، وحقائب اليد الجلدية 2000 دولار أمريكي. تم توزيع مستحضرات التجميل والعطور من شانيل فقط من قبل منافذ شانيل. أوضح جان هوين، المسوق في شانيل، نهج الشركة قائلاً: «نقدم عطرًا جديدًا كل 10 سنوات، وليس كل ثلاث دقائق مثل العديد من المنافسين. نحن لا نربك المستهلك. مع شانيل، يعرف الناس ما يمكن توقعه. واستمروا في العودة إلينا، في جميع الأعمار، عند دخولهم السوق ومغادرتهم.» إن إطلاق عطر جديد عام 1984، تكريماً للمؤسسة، كوكو، استمر في نجاح العلامة. في عام 1986، عقدت دار شانيل اتفاق مع صانعي الساعات وفي عام 1987، ظهرت أول ساعة شانيل لأول مرة، وبحلول نهاية العقد، نقل آلاين مكاتبها إلى مدينة نيويورك.
زادت دار شانيل ثروة عائلة ويرثيمير إلى 5 مليارات دولار أمريكي. تأثرت المبيعات من الركود في أوائل التسعينيات، لكن شانيل تعافت بحلول منتصف التسعينيات مع مزيد من التوسع في المتاجر.
في عام 1994، حققت شانيل صافي ربح يعادل 67 مليون يورو من بيع 570 مليون يورو من الملابس الجاهزة وكانت دار الأزياء الفرنسية الأكثر ربحية.
في عام 1996، اشترت شانيل شركة هولاند وهولاند لتصنيع الأسلحة، لكنها فشلت في محاولتها تجديد الشركة. تم شراء علامة ملابس السباحة إريس أيضًا في عام 1996. أطلقت شانيل عطور ألور في عام 1996 وألور الرجالية في عام 1998. أطلقت دار شانيل أول خط للعناية بالبشرة، بالتحديد في عام 1999. في نفس العام، أطلقت شانيل مجموعة سفر، وبموجب عقد ترخيص مع لوكسوتيكا، أدخلت مجموعة من النظارات الشمسية وإطارات النظارات.
بينما ظل ويرثيمير رئيسًا لمجلس الإدارة، أصبحت فرانسواز مونتيني الرئيس التنفيذي والرئيسة. شهد عام 2000 إطلاق أول ساعة للجنسين من شانيل، جي 12. في عام 2001، تم الاستحواذ على شركة صناعة الساعات بيل اند روس. في العام نفسه، افتتحت متاجر شانيل في الولايات المتحدة التي تقدم مجموعة مختارة فقط من الإكسسوارات. أطلقت شانيل مجموعة صغيرة من الملابس الرجالية كجزء من عروض أزيائها.
في عام 2002، أطلقت شانيل عطر شانس وبارافيكشن، وهي شركة فرعية تأسست في الأصل عام 1997 لدعم التصنيع الحرفي، والتي جمعت معًا الورش الفنية أو ورش العمل بما في ذلك ديسروي للزخرفة والأزرار، ليماري للريش، لساج للتطريز، ماسّارو لصناعة الأحذية وميشيل للقبّان. تم تصميم مجموعة الملابس الجاهزة بواسطة كارل لاغرافيلد.
في يوليو 2002، تم افتتاح منفذ لبيع المجوهرات والساعات في شارع ماديسون. في غضون أشهر، تم افتتاح متجر للأحذية / حقيبة اليد بمساحة 1000 قدم مربع (90 مترًا مربعًا) بالجوار. استمرت شانيل في التوسع في الولايات المتحدة وبحلول ديسمبر 2002، قامت بتشغيل 25 متجرًا أمريكيًا.
قدمت شانيل «كوكو مادموازيل» و«إن بيتوين وير» في عام 2003، واستهدفت النساء الأصغر سنًا، وافتتحت متجرًا ثانيًا في شارع كامبون، وافتتحت متجرًا على مساحة 2400 قدم مربع (220 مترًا مربعًا) في هونغ كونغ ودفعت ما يقرب من 50 مليون دولار أمريكي لبناء مبنى في جينزا، طوكيو.
في عام 2007، تم تعيين مورين شيكيه الرئيس التنفيذي. ظلت الرئيس التنفيذي حتى إنهاؤها في عام 2016.
في عام 2018، أعلنت شانيل أنها ستنقل مقرها العالمي إلى لندن.
في ديسمبر 2018، أعلنت شانيل أنها ستحظر الفراء والجلود الغريبة من مجموعاتها.
في فبراير 2019، توفي لاغرفيلد عن عمر يناهز 85 عامًا. تم تعيين «فيرجيني فيارد»، التي عملت مع لاغرفيلد في دار الأزياء لأكثر من 30 عامًا، مديرة إبداعية جديدة.

## هوية الشركة

### شعار شانيل
يتكون شعار شانيل من حرفين متشابكين متعارضين- C، أحدهما لليسار، والآخر لليمين. تم إعطاء الشعار لشانيل من قبل شاتو دو كريمت، نيس، ولم يتم تسجيله كعلامة تجارية حتى تم إنشاء أول متاجر شانيل. جنبا إلى جنب مع صناع آخرين، شانيل هي هدف للمزورين. تباع حقيبة شانيل الكلاسيكية الأصلية بسعر يصل إلى 4150 دولارًا أمريكيًا، بينما تبلغ تكلفة الحقيبة المقلدة حوالي 200 دولار أمريكي. ابتداءً من التسعينيات، تم ترقيم جميع حقائب شانيل الأصلية.

## ملصق الشعار

الشعار - يتم تمثيل House of Chanel بحرفين متشابكين "C" لـ "Coco Chanel"، تم تقديم هذا لأول مرة في أواخر الثمانينيات أو أوائل التسعينيات.الشعار - يتم تمثيل House of Chanel بحرفين متشابكين "C" لـ "Coco Chanel"، تم تقديم هذا لأول مرة في أواخر الثمانينيات أو أوائل التسعينيات.
علامة تجارية لعلامة العطور: تم تقديم العلامة التجارية والخط "شانيل رقم 5" في عام 1926.علامة تجارية لعلامة العطور: تم تقديم العلامة التجارية والخط "شانيل رقم 5" في عام 1926.
علامة الأزياء (كوتور) التجارية: تم تقديم اسم وخط الأحرف الصغيرة في عام 1924.علامة الأزياء (كوتور) التجارية: تم تقديم اسم وخط الأحرف الصغيرة في عام 1924.
النقش والشعار المستخدمان في بعض منتجات شانيل.النقش والشعار المستخدمان في بعض منتجات شانيل.

### العلامات التجارية
يتم قياس خط زمني واحد لوجود شانيل في الولايات المتحدة عبر العلامات التجارية المسجلة لدى مكتب براءات الاختراع والعلامات التجارية بالولايات المتحدة (USPTO). في يوم الثلاثاء، 18 نوفمبر 1924، قدمت شركة شانيل طلبات العلامات التجارية لعلامة شانيل المطبعية ولتصميم CC المتشابك بالإضافة إلى علامة الكلمة. في ذلك الوقت، تم تسجيل العلامات التجارية فقط للعطور وأدوات الزينة ومستحضرات التجميل في الفئة الأساسية للمعادن الشائعة وسبائكها.
قدمت شانيل وصفًا لبودرة الوجه، والعطور، وماء الكولونيا، وماء التواليت، وقلم الشفاه إلى USPTO. تم منح علامتي Chanel وdouble-C التجاريين في نفس التاريخ في 24 فبراير 1925 برقم تسلسلي خاص بهما 71205468 و71205469. كان أول طلب علامة تجارية للعطر شانيل رقم 5 يوم الخميس، 1 أبريل 1926، الموصوف بالعطر وماء التواليت. تم ذكر الاستخدام الأول والاستخدام التجاري في 1 يناير 1921. وتم منح التسجيل في 20 يوليو 1926 بالرقم التسلسلي 71229497.

## مواقع شانيل
تدير شانيل ما يزيد على 200 متجر شانيل في جميع أنحاء العالم. هذه المواقع موجودة في مناطق التسوق والمحلات والمجمعات التجارية الراقية، وداخل المطارات الرئيسية.

## العطور

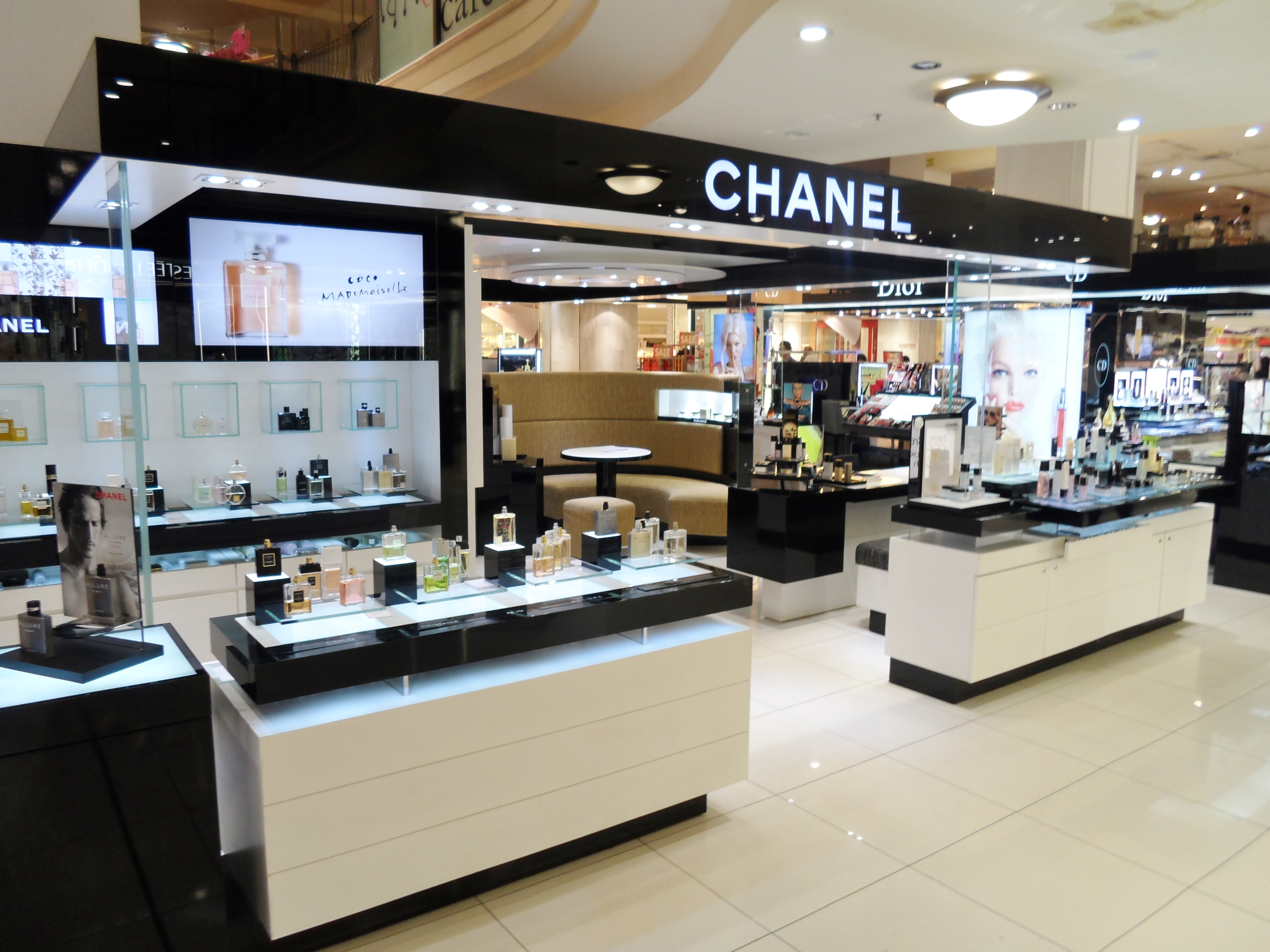
قسم العطور والعناية بالبشرة في متجر مير في سيدني

عام 1924، أسس بيير ويرثيمير قسم عطور شانيل، لإنتاج وبيع العطور ومستحضرات التجميل. وقد أثبت هذا القسم أنه أكثر أقسام العمل تحقيقاً للأرباح في شركة شانيل. منذ تأسيس قسم العطور، وظفت الشركة أربعة مختصين بتصنيع العطور وهم::
- إيرنست بو (1920–1961)
- هنري روبرت (1958–1978)
- جاك بولغ (1978–2015)
- أوليفر بلوغ (2015–حتى الآن)

### منتجات العطور
- «ألور أو دو بيرفيوم»
- «ألور أو دو تواليت»
- «ألور أوه سينسويل أو دو بيرفيوم»
- «ألور أوه سينسويل أو دو تواليت»
- «تشانس»
  - تشانس
  - تشانس أوه فيف
  - تشانس أوه فريش
  - تشانس أو تيندر — ابتكر جاك بولغ عطر «تشانس أو تيندر» بروائح الزهور والفواكة، كالزنباع وسفرجل وخزامى وياسمين وكهرمان وخشب الأرز والسوسن والمسك الأبيض.

- «كوكو»
- «كوكو مدموزيل» - المتحدثة باسم عطور كوكو مدموزيل الممثلة البريطانية كيرا نايتلي مثّلت دور كوكو شانيل في فيلم قصير إعلاني من إخراج جو رايت.
- «كوكو نوار»
- «كريستالي»
- «كريستالو فيرت»
- «شانيل رقم 5»
- «شانيل رقم 19»
- «بودرة رقم 19»
- «ليه إكسلوسيف»
  - 1932
  - 28 لا بواسا - سمي على اسم لا بواسا، فيلا شانيل في الريفيرا الفرنسية.
  - 31 رو كامبون
  - بيج
  - بيل ريسبيرو
  - بوا ديزيليه
  - كورمانديل
  - أوه دي كولون
  - غاردينيا
  - جيرزي
  - رقم 18
  - شانيل رقم 22
  - سيكومور
  - 1932
  - جيرزي
  - Cuir de Russie
  - ميسيا
  - بوي شانيل

### الكولونيا

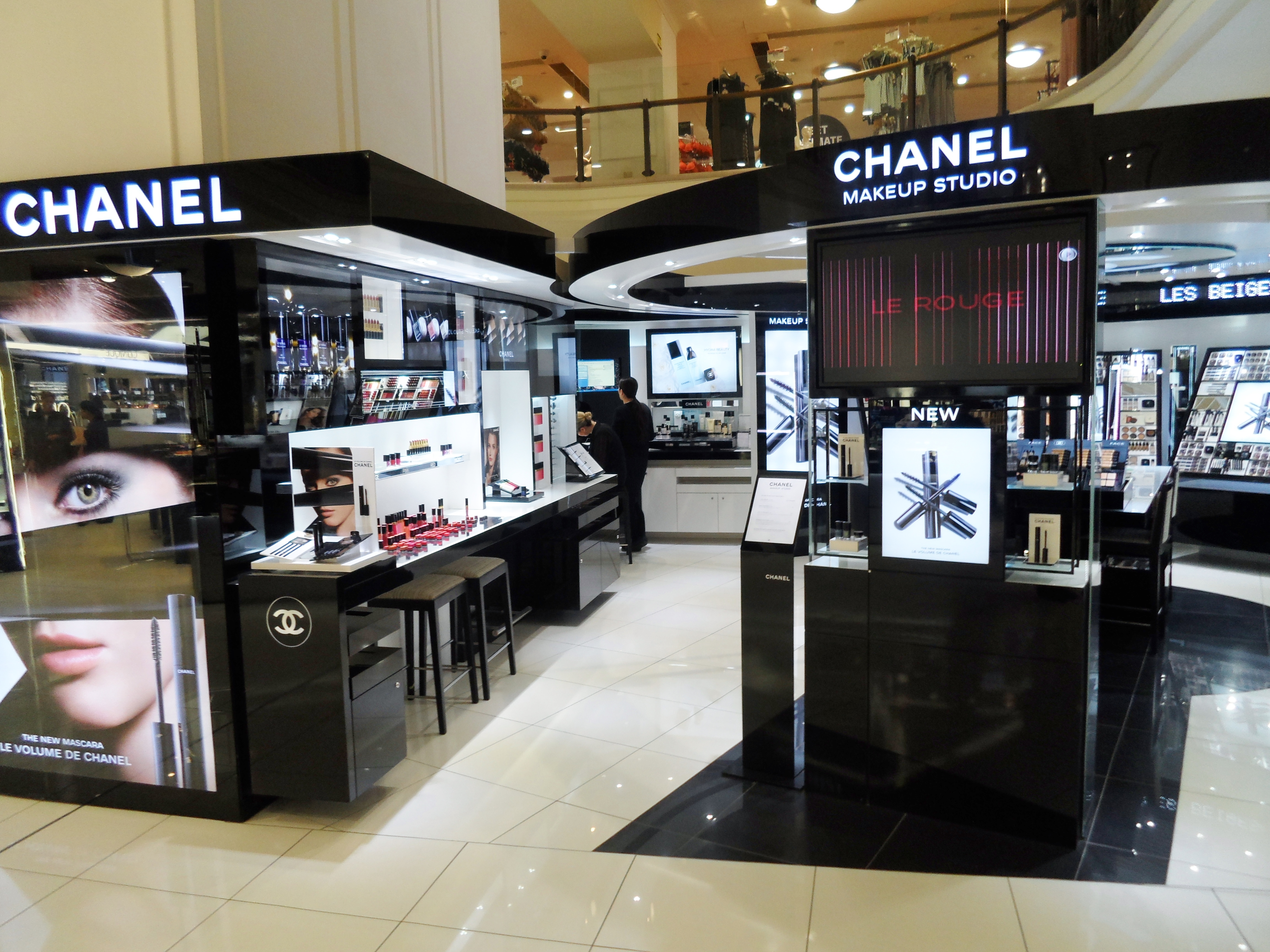
ستوديو الماكياج في مير في سيدني

- «ألور بور أوم»
- «ألور بور أوم سبورت»
- «ألور بور أوم إكستريم»
- «ألور بور أوم كولون سبورت»
- "Antaeus"
- «بلو دو شانيل»
- «ايقويست»
- "Platinum Égoïste"
- «بلو دو شانيل أو دو تواليت»
- «بلو دو شانيل أو دو بارفيوم»

- «بور مسيو»

## فيلموغرافيا التسويق

### شانيل رقم 5

زجاجة عطر رقم 5

يتناول قصة المرأة (نيكول كيدمان) التي يصبح كاتبٌ ملهم مجهول (رودريغو سانتورو) متيّماً بها. حيث يبقى عطرها الذكرى الوحيدة التي يحتفظ بها.
عام 2008، أصبحت الممثلة والعارضة الفرنسية أودري تاتو الوجه الإعلاني لعطر «رقم 5». عام 2012، كانت المرة الأولى التي يمثل فيها ممثل ذكر (براد بيت) دوراً يخص عطراً نسائياً. يقال بأن «سدادة الزجاجة والقطع مثل الألماس» مستوحى من هندسة قصر فاندوم في باريس.

### الآنسة كوكو
الممثلة البريطانية كيرا نايتلي، الموديل الحالي لعطر للآنسة كوكو، قامت بدور كوكو شانيل في فيلم إعلاني قصير للعطر من إخراج المخرج الإنجليزي جو رايت.

## وصلات خارجية
- دار شانيل